# (238593) Paysdegex
(238593) Paysdegex est un astéroïde de la ceinture principale.

## Description
(238593) Paysdegex est un astéroïde de la ceinture principale. Il fut découvert le 4 janvier 2005 à Vicques par Michel Ory. Il présente une orbite caractérisée par un demi-grand axe de 2,57 UA, une excentricité de 0,16 et une inclinaison de 3,8° par rapport à l'écliptique.

## Compléments